# Marigny-en-Orxois
Marigny-en-Orxois es una comuna francesa situada en el departamento de Aisne, de la región de Alta Francia.

## Geografía
Está ubicada a 12 km al oeste de Château-Thierry.

## Demografía
| 349 | 330 | 318 | 275 | 337 | 416 | 459 | 478 |
| Para los censos de 1962 a 1999 la población legal corresponde a la población sin duplicidades (Fuente: INSEE [Consultar]) |     |     |     |     |     |     |     |